# Platyla dupuyi
Platyla dupuyi ist eine auf dem Land lebende Schnecke aus der Familie der Mulmnadeln (Aciculidae) in der Ordnung der Architaenioglossa („Alt-Bandzüngler“).

## Merkmale
Die rechtsgewundenen, kegelförmigen Gehäuse sind 3,0 bis 3,6 mm hoch und 1,1 bis 1,25 mm breit. Sie haben 5,5 bis 6 schwach gewölbte Windungen. Bereits der vorletzte Umgang steigt zur Mündung an; der letzte Umgang erreicht weniger als die Hälfte der Gesamtgehäusehöhe. Die Umgänge sind unterhalb der Naht weder gekantet noch weisen sie einen Nahtfaden auf. In der Frontalansicht ist die Mündung schief birnenförmig. In der Seitenansicht weicht der Mundsaum basal etwas zurück, ein Sinulus fehlt. Der Mundsaum ist erweitert. Die Höhe der Mündung beträgt 0,95 bis 1,05 mm, die Breite 0,65 bis 0,70 mm. Der Parietalkallus ist deutlich ausgebildet, ein Angularis ist vorhanden. Dagegen ist der Nabelkallus nur schwach entwickelt; er kann bis zur Mitte des Parietalkallus verfolgt werden. Ein Nackenwulst fehlt völlig oder es ist nur eine ganz leichte basale Verdickung des Gehäuses vorhanden. Das Gehäuse ist gelbbraun, die Oberfläche ist stark glänzend.

### Ähnliche Arten
Platyla dupuyi ähnelt am meisten der Art Platyla curtii, deren Verbreitungsgebiet rund 500 km weiter östlich liegt. Platyla dupuyi ist größer und besitzt keinen nennenswerten Nackenwulst. Auch weitere mittelgroße Platyla-Arten haben einen klaren Nackenwulst. Platyla curtii hat zudem weniger abgeflachte Umgänge und der letzte Umgang ist mehr als die Hälfte der Gesamthöhe hoch. Das Gehäuse von Platyla polita ist größer und schlanker mit 6 bis 6,5 Windungen.

## Geographische Verbreitung, Vorkommen und Lebensweise
Das Verbreitungsgebiet der Art erstreckt sich, allerdings sehr lückenhaft, von Lothringen, dem Jura und Savoyen über das Zentralmassiv bis zu den französischen Pyrenäen. Das einzige spanische Vorkommen (Valle de Arán) liegt nördlich des Pyrenäenhauptkammes und gehört zoogeographisch somit zu den Nordpyrenäen. Ein isoliertes Vorkommen befindet sich nahe der Loiremündung in Westfrankreich. Die Tiere leben im Laubwald auf gut bewachsenen Geröllhalden.

## Taxonomie
Das Taxon wurde 1868 von Alcide Paladilhe als Acme dupuyi erstmals in die wissenschaftliche Literatur eingeführt. Boeters et al. (1989) stellten sie zur Gattung Platyla. Es ist die Typusart der Gattung Platyla Moquin-Tandon, 1856.

## Belege

### Online
- Animal Base: Species summary for Platyla dupuyi (Paladilhe, 1868)